# Hertig

Svensk hertigkrona.

Dansk och norsk hertigkrona.

Hertig är en titel för vissa högre adelsmän eller manliga medlemmar av kungahus, den motsvarande kvinnliga titeln är hertiginna, oftast regerande över ett hertigdöme. Titeln ärkehertig är en titel som i rang avses stå mellan hertig och kung. Ordet hertig kopplas till den tyska titeln herzog som härstammar från en titel som betyder härförare.
En hertig tilltalas normalt Ers Nåd, men en hertig som är självständig regent eller kunglig hertig tilltalas Ers Höghet eller Ers Kunglig Höghet.

## Svenska hertigar
Under medeltiden översattes den nordiska titeln jarl till dux, vilket är latin för "hertig" och betyder ledare. Efter den siste jarlen (Birger jarl) kom titeln hertig eller dux i Sverige att bara användas för söner inom kungahuset, med ett enda undantag, hertig Bengt Algotsson. Den förste som kallades "hertig" var Birgers son Magnus innan han grep makten. Gustav Vasa utnämnde i sitt testamente de tre yngre av sina söner – Johan, Magnus och Karl – till hertigar över var sitt område med stor självständighet, vilket fick Erik XIV att snabbt efter sitt trontillträde att sammankalla ett riksmöte i Arboga – för övrigt det första som kallades för riksdag – där han genomdrev en ökad kontroll från kronans sida över hertigdömenas administration och rättsskipning. Landskapen i Sverige ansågs på den tiden[när?] i sig vara hertigdömen eller grevskap (beroende på sin storlek och betydelse) även om de ofta inte hade någon prins som hade dem som titulära hertigdömen eller grevskap.

### Hertig som svensk hederstitel
I Sverige började Gustav III 1772 att som hederstitel utnämna kungahusets prinsar till hertigar över var sitt svenskt landskap, en tradition som fortsatt fram till idag. Carl XVI Gustaf har ändrat den på två punkter: dels blir också till tronen arvsberättigade prinsessor på motsvarande sätt hertiginnor, och titeln som hertig kan då även tilldelas deras äkta män, dels kan titeln gälla mer än ett landskap. Kronprinsessan Victoria och prins Daniel är hertiginna respektive hertig av Västergötland, prins Carl Philip och prinsessan Sofia är hertig respektive hertiginna av Värmland och prinsessan Madeleine är hertiginna av Hälsingland och Gästrikland (medan hennes man saknar titel). Kungens barnbarn har också fått egna titlar. Denna praxis innebär också att svenska landskapsvapen kan krönas med den hertigliga rangkrona som infördes av Gustav III, även under perioder då de inte har någon hertig eller hertiginna.
Vapnen för de historiska finska landskapen kröns fortfarande med hertiglig eller grevlig krona enligt det system som utvecklades under Vasatiden, trots att Finland sedan 1917 är en republik. Dessa kronor har också övertagits av Finlands län och moderna landskap.
En fransk hertiglig släkt lever i Sverige idag, ätten (Fouché) d'Otrante, som stammar från Napoleons polisminister Joseph Fouché. Ätten är upptagen i Kalender över Ointroducerad Adels Förening.
Efter tillträde som kung bär en svensk monark inte längre någon hertigtitel.